# Contea di Schley
La contea di Schley (in inglese Schley County) è una contea dello Stato della Georgia, negli Stati Uniti. La popolazione al censimento del 2000 era di 3 766 abitanti. Il capoluogo di contea è Ellaville.